# Червено паяче
Червените паячета (Tetranychus urticae) са вид паякообразни от семейство Tetranychidae.
Таксонът е описан за пръв път от Карл Лудвиг Кох през 1836 година.